# Popis hrvatskih veleposlanika u Vijetnamu
Republika Hrvatska i Socijalistička Republika Vijetnam održavaju diplomatske odnose od 1. srpnja 1994. Sjedište veleposlanstva je u Kuala Lumpuru.

## Veleposlanici
Hrvatska nema rezidentno veleposlanstvo u Vijetnamu. 
Veleposlanstvo Republike Hrvatske u Maleziji pokriva Vijetnam, Laosku Narodnu Demokratsku Republiku, Mjanmar, Brunej Darussalam i Kambodžu.
| Veleposlanik      | Postavljenje      | Opoziv              | Sjedište     |
| ----------------- | ----------------- | ------------------- | ------------ |
| Krešimir Žnidarić | 29. svibnja 1996. | 10. listopada 1996. | Kuala Lumpur |
| Damir Perinčić    | 11. lipnja 1997.  | 1. studenoga 2002.  | Kuala Lumpur |
| Željko Čimbur     | 8. prosinca 2003. | 15. prosinca 2008.  | Kuala Lumpur |
| Željko Bošnjak    | 4. veljače 2009.  | 30. travnja 2014.   | Kuala Lumpur |
| Krešo Glavač      | 12. svibnja 2016. |                     | Kuala Lumpur |

## Vanjske poveznice
- Vijetnam na stranici MVEP-a